# Henrik Frankelin
Henrik Frankelin (även stavat Franklin eller Francklyn), död 4 maj 1610, var en svensk häradshövding och hovjunkare.

## Biografi
Henrik Frankelin var son till engelsmannen Rowland Frankelin. Han hade tjänat några år vid hertig Karls hov då han rekommenderades för Sigismund 1581 och upptas då som hovjunkare. Han stannade dock hos hertigen men lämnade därefter tjänsten för att resa utomlands, 1583–1586 vistades han i närheten av Wien, 1587 i Valakiet och Lemberg, 1588 i Konstantinopel, därefter i olika platser i Polen och Litauen som Kraków, Warszawa och Grodno innan han återvände till Konstantinopel. I slutet av 1589 återvände han till Sverige och återinträdde i hertig Karls tjänst. 1590 sändes han dock att köpa fyra turkiska hästar i Konstantinopel, det är dock oklart om resan blev av. Efter att ha vistats i Polen återvände han 1591 till Gripsholm och hade då med sig en ungersk häst som han köpt i Lemberg. Senare samma år fick han uppdrag att resa till England att köpa kläde och fick också där uppdraget att anställa en engelsk skådespelartrupp. 1592 sändes han med en militär expedition in på ryskt område fram till Vita havet.
Under de följande åren vistades han huvudsakligen i Mellansverige, han undertecknade riksdagsbeslutet i Arboga 1597 och beslutet vid Vadstena möte 1598. Under 1598 närvarade han även vid Uppsala riksdag. 1599 följde Henrik Frankelin hertigen under hans tåg för att erövra Kalmar och närvarade senare samma år på riksdagen i Stockholm. 1600–1601 deltog han under hertig Karls fälttåg i Livland under vilket han dock en tid skickades till Lübeck. 1602–1603 var han häradshövding i Hanekinds härad.
1606 hade Karl IX planer på att sända Henrik Frankelin till Frankrike och Turkiet. Resorna blev dock aldrig av. Kort före sin död skickades han dock på uppdrag till Danzig.
Henrik Frankelins sätesgård var åtminstone från 1598 Bocksjö i Undenäs socken, som 1595 skänkts till hans hustru av hertig Karl. 1602 och 1605 fick han ett flertal gårdar i Östergötland, där Odensfors senare var sätesgård för hans änka.

## Familj
Henrik Frankelin var gift med Constantia Eriksdotter (1560–1649), dotter till kung Erik XIV och frillan Agda Persdotter.
Barn:
1. Carl Frankelin, naturaliserad Frankelin. Major.
2. Johan Frankelin, natural. Frankelin och introducerad såsom svensk adelsman 1625. Död ung.
3. Maria Catharina, död 1661-08-06 på Bocksjöholm. Gift 1638 med generalmajoren och landshövdingen Anders Koskull.
4. Elisabet, död 1655-02-22. Gift med fälttygmästaren Christian Frost.